# LINE Credit
LINE Credit株式会社（ラインクレジット）は、Zフィナンシャル系列の個人向けスコアリング、個人向け無担保ローンサービスの提供・運営業者。

## 概要
2018年に設立。LINE Financial、みずほ銀行、オリエントコーポレーションの3社が共同出資し運営している。
2022年11月には、AIスコアを活用したサービスを提供している株式会社J.Scoreのコンシューマーレンディング事業について、LINE Creditに統合することを発表している。
2023年10月1日のLINEヤフーによる吸収分割により、LINE Financialによる当社への出資分がZフィナンシャル出資に変更された。

## サービス
スコアリングサービスの「LINEスコア」、LINEアプリから申し込みや返済ができるスマホローン「LINEポケットマネー」、複数社からの借り入れをまとめられる「LINEポケットマネー 借りかえ」を提供している。
「LINEポケットマネー」は2023年1月時点で、累計貸付実行額が1,000億円突破、申込者数は150万人を超えている。
LINEポケットマネーでは、「スタンダードプラン」「マイペースプラン」「プレミアムプラン」の3つのプランを提供しており、利用形態に即したプランの選択やグレードアップによって変動する。

## CM
2021年3月よりお笑い芸人・麒麟の川島明や、蛙亭イワクラを起用したTV CMやWeb CMを放映開始。

## 不祥事
貸金業法に定められた過剰貸付け等の禁止違反及び返済能力の調査義務違反、業務運営に関する措置義務違反があったとして、東京都は2020年1月21日付で業務改善命令を出した。